# Aérodrome de Constanza
L'aéroport national de Constanza (également connu sous le nom de Expedición 14 de Junio National Airport) (code IATA : COZ • code OACI : MDCZ) est un aéroport utilisé pour les vols intérieurs desservant Constanza en République dominicaine. Après des travaux de rénovations, il est rouvert en mai 2006 et renommé « Expedicón 14 de Junio National Airport ». 

## Situation
| Barahona Constanza La Romana Pedernales Monte Cristi Punta · Cana Samaná · A. Barril Samaná · El Catey Puerto Plata Santiago Saint-D. · Las Américas Saint-D. · La Isabela |

## Compagnies aériennes et destinations
Les compagnies aériennes suivantes proposent des vols à destination de :
- Aerolíneas Mas : Santo Domingo-La Isabela
- Air Century : Santo Domingo, Barahona, Puerto Plata, Santiago
- Air Inter Island : Punta Cana